# Planeta ctónico

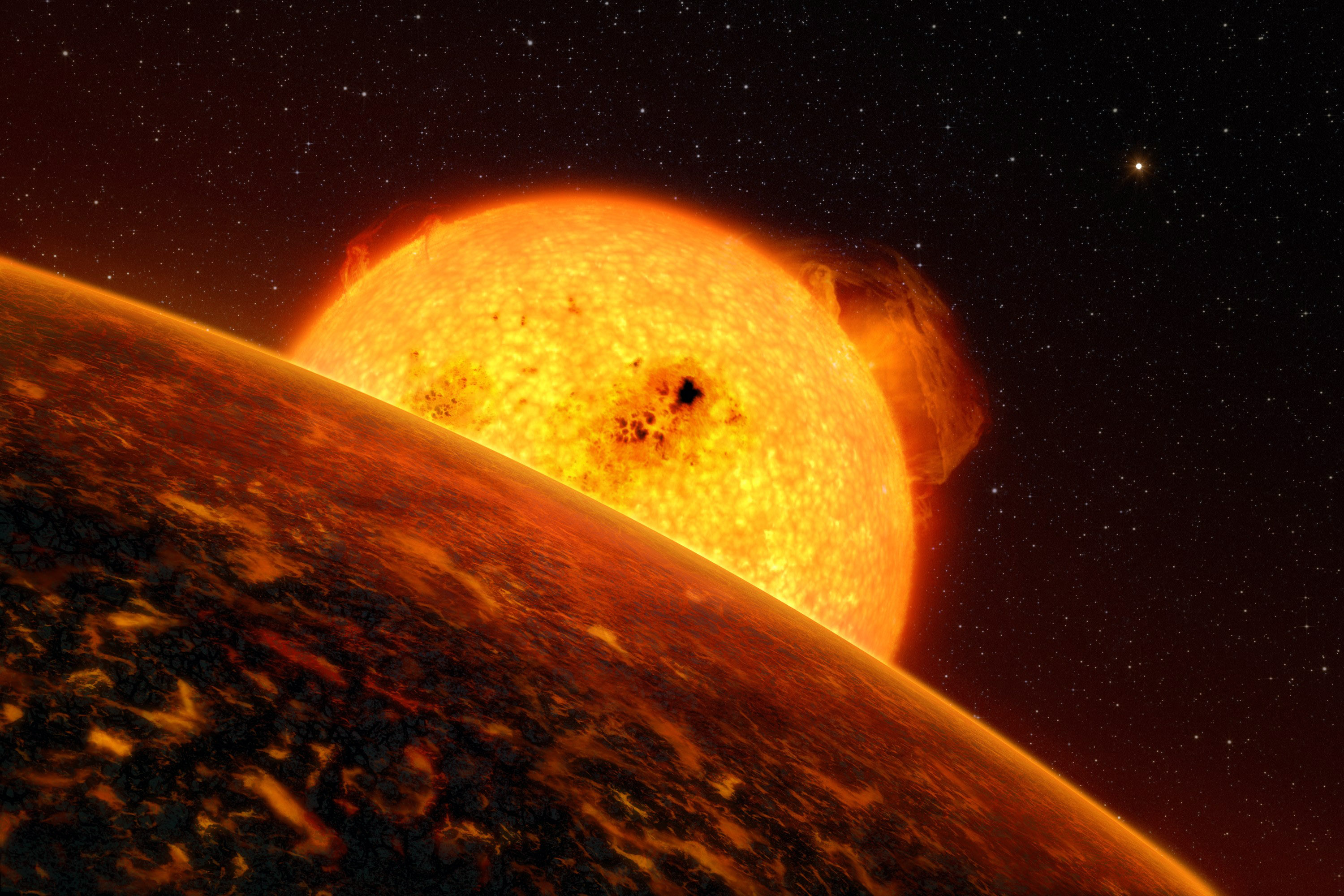
La atmósfera de un planeta (como corot 7 b) es barrida por su estrella.

Un planeta ctónico (término procedente del griego χθονιος, que significa «terrestre»), es una clase de cuerpo celeste, resultado de la pérdida total de la atmósfera de un gigante gaseoso. La pérdida de la atmósfera puede ser causada por la proximidad del planeta a su estrella. Todo lo que queda es un núcleo rocoso o metálico, que es similar a un planeta terrestre (también llamados planetas rocosos o telúricos) en muchos aspectos.
HD 209458b (llamado de manera no oficial como Osiris) es un ejemplo de un planeta que está perdiendo su atmósfera considerablemente debido a la evaporación. Aunque aún no es un planeta ctónico, se espera que lo sea en un futuro próximo. Algunos científicos sugieren que el planeta Mercurio es un cuerpo de esta clase debido a su alta densidad y a su núcleo rico en metales.
En 2011 el telescopio espacial Kepler descubrió dos planetas que orbitan alrededor de la estrella KIC 05807616 a una distancia 50 veces menor que la de la órbita de Mercurio y se presume que podrían ser antiguos gigantes gaseosos que fueron reducidos a sus núcleos de hierro cuando la estrella se convirtió en una gigante roja.
Los planetas púlsares de PSR 1257+12 son planetas ctónicos que inicialmente eran enormes gigantes gaseosos cuya atmósfera fue barrida por la onda de choque de la supernova.
El exoplaneta TOI 844 b cuenta con evidencias que sugieren que se trata de un planeta rocoso pero con un tamaño muy superior a estos. Una de las hipótesis es que se podría tratar de un planeta ctónico con un tamaño un poco inferior al de Neptuno.